# Barby (Saboya)
 Barby  es una población y comuna francesa, en la región de Ródano-Alpes, departamento de Saboya, en el distrito de Chambéry y cantón de Saint-Alban-Leysse.

## Demografía
| 328 | 550 | 1884 | 2672 | 3080 | 2958 |
| Para los censos de 1962 a 1999 la población legal corresponde a la población sin duplicidades (Fuente: INSEE [Consultar]) |     |      |      |      |      |